# Eragrostis eriopoda
Eragrostis eriopoda är en gräsart som beskrevs av George Bentham. Eragrostis eriopoda ingår i släktet kärleksgrässläktet, och familjen gräs. Inga underarter finns listade i Catalogue of Life.